# Galgyto Talea
Galgyto Talea est un footballeur international surinamien né le 4 février 1988. Il évolue au poste d'attaquant au SV Happy Boys de la SVB Hoofdklasse.

## Biographie

### Carrière en club
Talea commence sa carrière dans la 2e division du Suriname avec le Jai Hanuman lors de la saison 2008-09. Il réussit à monter en 1re division mais il est transféré à la fin de la saison au SV Robinhood.
En 2012, il rejoint le SV Notch, où il devient le meilleur buteur du championnat du Suriname dès sa première saison, avec 18 buts marqués en 2012-13. Il y reste jusqu'à la fin 2016 avant de signer pour l'Inter Moengotapoe.

### Carrière en sélection

#### Buts en sélection
| Buts en sélection de Galgyto Talea | Buts en sélection de Galgyto Talea | Buts en sélection de Galgyto Talea                | Buts en sélection de Galgyto Talea | Buts en sélection de Galgyto Talea | Buts en sélection de Galgyto Talea | Buts en sélection de Galgyto Talea |
|                                    | Date                               | Lieu                                              | Adversaire                         | Score                              | Résultat                           | Compétition                        |
| ---------------------------------- | ---------------------------------- | ------------------------------------------------- | ---------------------------------- | ---------------------------------- | ---------------------------------- | ---------------------------------- |
| 1.                                 | 14 novembre 2013                   | Ergilio Hato Stadion, Willemstad (Curaçao)        | Bonaire                            | 1-0                                | 2-0                                | Amical                             |
| 2.                                 | 24 août 2014                       | Stade René Long, Saint-Laurent-du-Maroni (Guyane) | Guyane                             | 0-1                                | 0-1                                | Amical                             |
| 3.                                 | 8 octobre 2016                     | André Kamperveen Stadion, Paramaribo (Suriname)   | Guyana                             | 2-1                                | 3-2                                | QCAR 2017                          |

## Palmarès

### Collectif
- Avec le Jai Hanuman:
  - Champion du Suriname D2 en 2008-09.
- Avec le SV Robinhood:
  - Champion du Suriname en 2011-12.
- Avec l'Inter Moengotapoe:
  - Champion du Suriname en 2016-17.
  - Vainqueur de la Coupe du Suriname en 2017.

### Distinctions individuelles
- Meilleur buteur du championnat du Suriname en 2012-13 (18 buts).